# Beijing U7
Beijing U7 – samochód osobowy klasy średniej produkowany pod chińską marką Beijing od 2020 roku.

## Historia i opis modelu

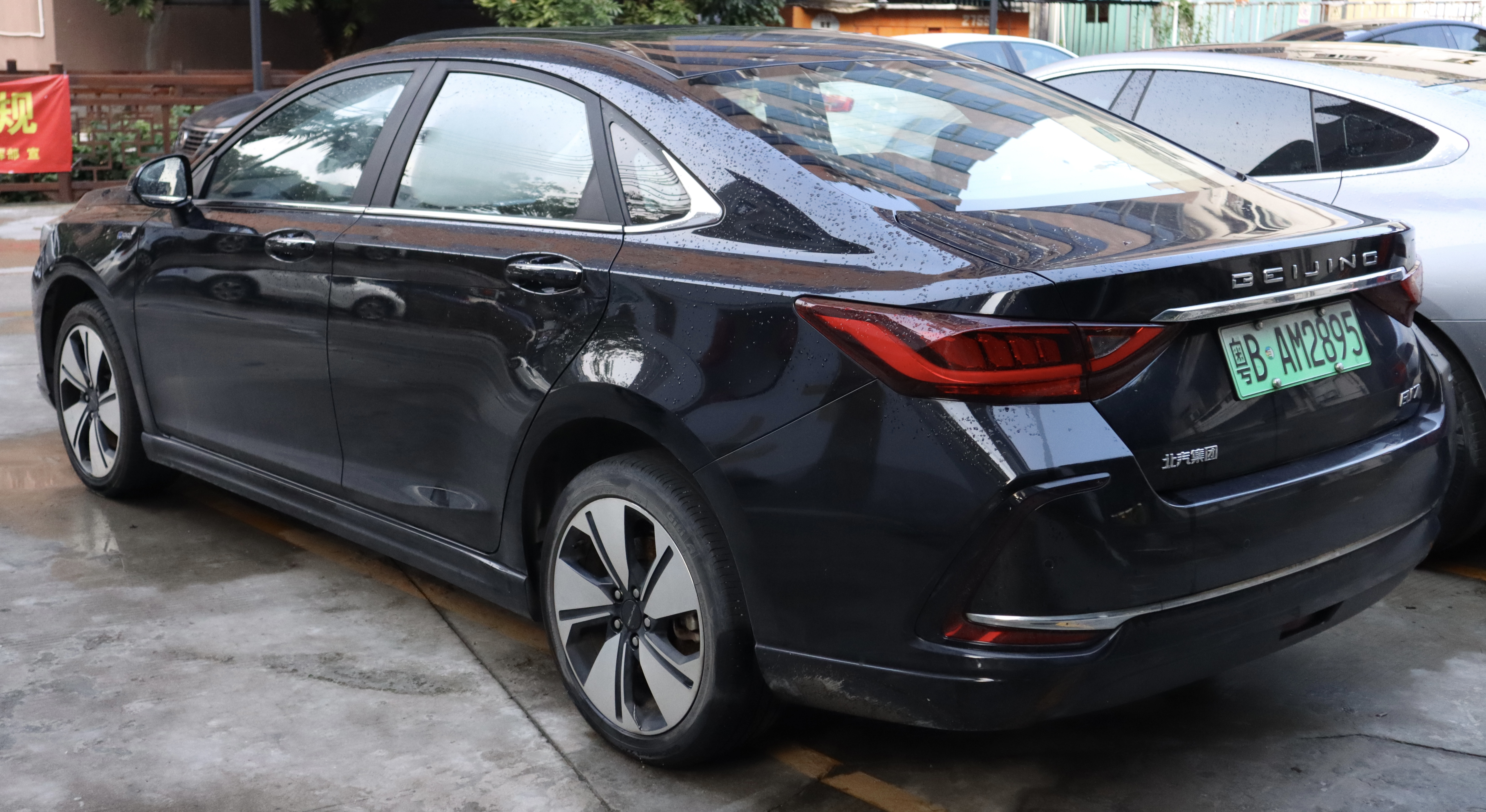
Beijing EU7 - tył

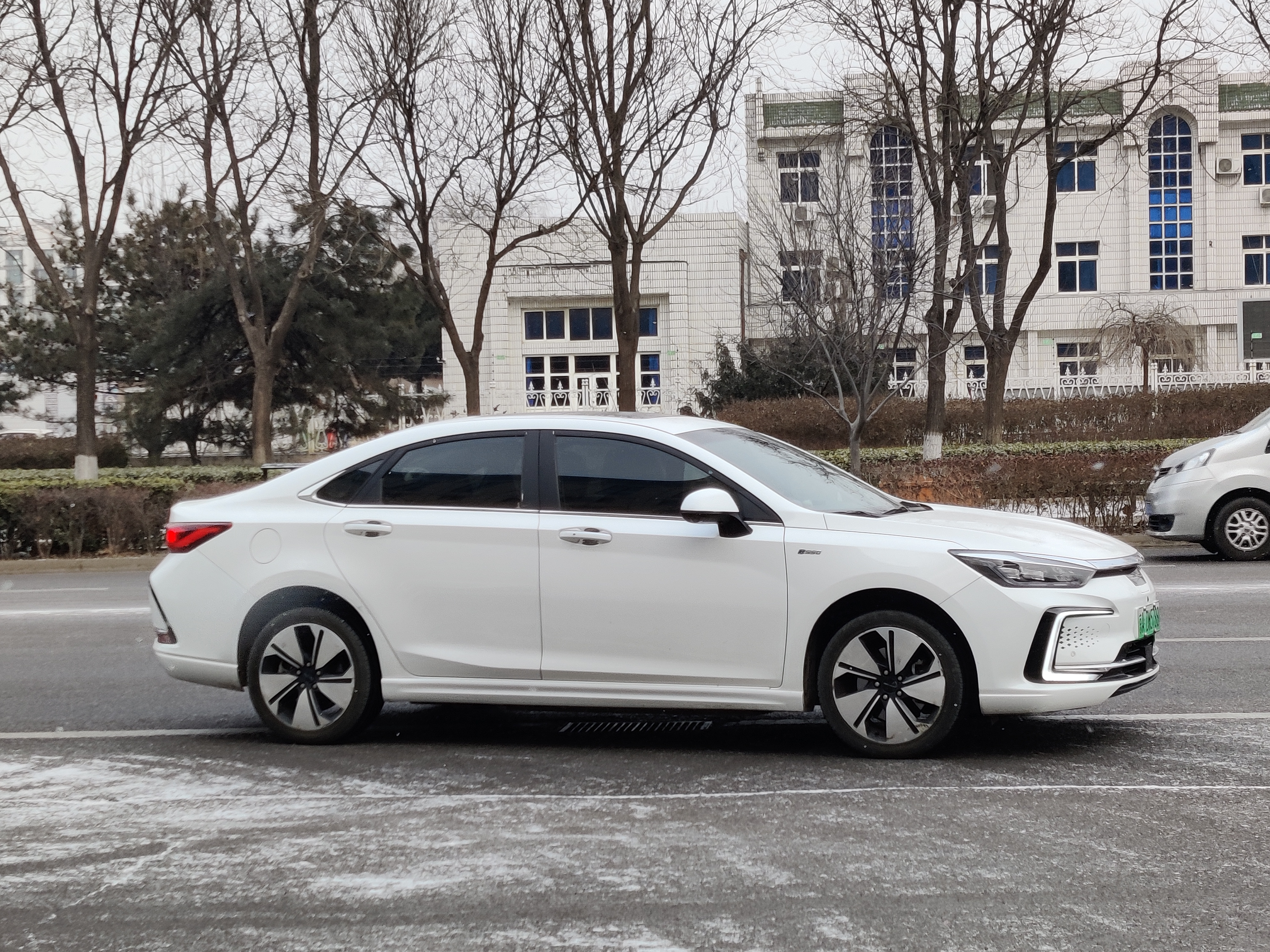
Beijing EU7 - sylwetka

Podobnie jak inne modele z linii modelowej Senova firmy BAIC, w lipcu średniej wielkości model BAIC Senova D70 został przemianowany na zupełnie nową markę Beijing, otrzymując nazwę Beijing U7. Przy okazji zmiany nazwy, samochód przeszedł drobną restylizację nadwozia przynoszącą inny wygląd detali przedniej i tylnej części nadwozia.
W porównaniu do dotychczasowego modelu, Beijing U7 zyskał przemodelowany układ poprzeczek w atrapie chłodnicy, a także nowe oznaczenia producenta. Dotychczasowe logo marki BAIC zostało zastąpione szeroko rozstawionym, stylizowanym napisem nowego producenta, Beijing.

### EU7
Wzorem mniejszego Beijinga U5, także oferta większego U7 została wzbogacona o napędzany prądem wariant o nazwie Beijing EU7. Pod kątem wizualnym samochód zyskał przemodelowane zderzaki z większą liczbą wstawek w kolorze lakieru, z kolei w aspekcie technicznym jego układ napędowy utworzył silnik elektryczny o mocy 215 KM oraz bateria o pojemności 60,2 kWh. Na jednym ładowaniu samochód może przejechać maksymalnie 451 kilometrów według chińskiej procedury pomiarowej NEDC.

### Sprzedaż
Beijing U7 po rebrandigu trafił do sprzedaży na rynku chińskim wiosną 2020 roku jako odpowiedź na lokalnie oferowane modele jak GAC Trumpchi GA6 czy Geely Borui pomimo krótszego niż średnia klasowa nadwozia. W przeciwieństwie do innych produktów w ofercie Beijinga, samochód nie trafił do sprzedaży na rynkach zagranicznych i pozostał wyłącznie produktem lokalnym.

### Silniki
- R4 1.5l A151